# Percolazione
In fisica e chimica, con il termine percolazione si intende il lento movimento di un fluido attraverso un materiale poroso. Per estensione col termine percolato si può intendere il fluido stesso sottoposto al processo di percolazione, da non confondere col significato più specifico che viene attribuito al termine percolato in ambito ecologico.

## Pedologia
In pedologia, con percolazione si intende un movimento dall'acqua che cola attraverso il suolo. Esso è un fenomeno naturale, che accade a causa della gravità, la quale permette all'acqua di infiltrarsi nei pori del suolo. Essa può avvenire fondamentalmente per due vie, ovvero:

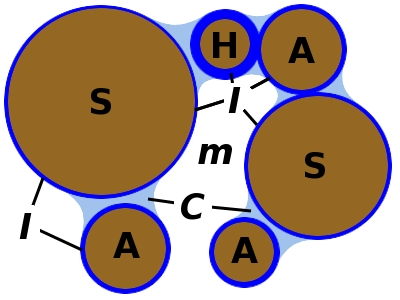
Aggregato di particelle, tra le quali si può notare acqua assorbita ed aria nei macro- e micropori.

- per mezzo di vie preferenziali, quali fenditure lungo il profilo del suolo
- per mezzo di macro- e micropori

A seconda se l'acqua si muova nel primo o nel secondo modo, essa acquisterà una diversa velocità di infiltrazione, che può variare da alcuni millimetri ad alcuni centimetri all'ora; naturalmente, la velocità dipenderà anche dalle caratteristiche fisiche del suolo, quali la tessitura ed i fattori ad essa correlati, come ad esempio struttura e permeabilità del suolo.

## Tecnica farmaceutica
La percolazione inoltre è un procedimento estrattivo utilizzato in tecnica farmaceutica per le droghe secche. È definito come processo di estrazione con il quale una droga polverizzata o granulata è privata dei suoi costituenti solubili dal solvente di estrazione.
Si articola in 5 fasi:
1. Preparazione della droga - La droga deve essere polverizzata quanto più è possibile. In questo modo, aumentiamo l'area superficiale della droga, agevolando l'estrazione da parte del solvente. Come soluzioni estraenti possiamo utilizzare acqua, alcool, vino o birra.
2. Umettamento - La droga polverizzata deve essere umettata prima di essere pompata nel percolatore. È un processo fondamentale perché siamo partiti da una droga secca che quindi in presenza di solvente liquido, si rigonfia.
3. Riempimento del percolatore - Il prodotto umettato viene pompato nel percolatore dove viene posto anche del cotone e un disco di carta da filtro. Il rubinetto del percolatore naturalmente deve essere chiuso. Sopra il preparato viene aggiunta sabbia.
4. Macerazione preventiva - Quindi, una volta caricato il percolatore, possiamo aggiungere il solvente, e lasciamo macerare per 12-24 ore. È utile per i tessuti a struttura coriacea e per i principi attivi non completamente solubili nel solvente. Nel caso di estratti fluidi, si macera per 12 ore. Nel caso di tinture si macera per 24 ore.
5. Percolazione - È la fase finale, in cui si lascia defluire il liquido in modo lento (non applichiamo pressione), e lo si raccoglie in un contenitore.

## Teoria della percolazione
Lo studio matematico del fenomeno fisico della percolazione ha portato alla nascita di un capitolo della meccanica statistica: la teoria della percolazione. Essa studia le proprietà di un grafo quando nodi o collegamenti vengono rimossi, e ciò viene descritto mediante un parametro p, che descrive la probabilità che un collegamento sia aperto o chiuso (che quindi fisicamente può essere interpretato come la porosità del materiale). Viene considerata come parte della meccanica statistica perché a un valore critico pc  (che dipende dalle caratteristiche del reticolo) si osserva una transizione di fase geometrica, fra una situazione in cui il fluido non può percolare attraverso il materiale, e una in cui invece può. Matematicamente ciò corrisponde al fatto che esista o meno un cluster infinito di siti connessi che attraversi tutto il reticolo o meno. In tale transizione il parametro p  assume un ruolo analogo a quello della temperatura in altri modelli di meccanica statistica, ed è possibile definire degli esponenti critici, e quindi una classe di universalità. Con il passare del tempo, si sono elaborate molte varianti di tale modello, e si sono trovate applicazioni in numerosi ambiti, ad esempio in ecologia o in biochimica.

## Fonti
- Agronomia generale, ambientale e aziendale, Luigi Giardini, Ed. Pàtron (2002)
- Introduction to Percolation Theory, Dietrich Stauffer e Ammon Aharony, Taylor & Francis (1994)